# Franska inomhusmästerskapen i friidrott 2025
Franska inomhusmästerskapen i friidrott 2025 hölls mellan den 22 och 23 februari 2025 på Stadium Métropole i Miramas i Frankrike. Det var den 54:e upplagan av franska inomhusmästerskapen i friidrott.

## Medaljörer

### Herrar
| Gren        | Guld               | Guld    | Silver            | Silver  | Brons              | Brons   |
| 60 m        | Antoine Thoraval   | 6,62    | Allan Lagui       | 6,63    | Jeff Erius         | 6,64    |
| 200 m       | Hugo Cerra         | 21,13   | Jehan Anicet      | 21,19   | Jordan Jalce       | 21,29   |
| 400 m       | Jimy Soudril       | 46,03   | Téo Andant        | 46,36   | Predea Manounou    | 46,68   |
| 800 m       | Louey Ouerrat      | 1.47,39 | Yanis Meziane     | 1.47,66 | Corentin Magnou    | 1.47,66 |
| 1 500 m     | Paul Anselmini     | 3.41,62 | Louis Gilavert    | 3.41,85 | Anicet Kozar       | 3.42,29 |
| 3 000 m     | Azeddine Habz      | 7.54,88 | Romain Mornet     | 7.55,19 | Bastien Augusto    | 7.56,43 |
| 60 m häck   | Wilhem Belocian    | 7,52    | Just Kwaou-Mathey | 7,53    | Theo Pedre         | 7,61    |
| Höjdhopp    | Moustafa Diane     | 2,18 m  | Leonard Nowoczyn  | 2,15 m  | Antoine Antczak    | 2,15 m  |
| Stavhopp    | Thibaut Collet     | 5,82 m  | Renaud Lavillenie | 5,76 m  | Baptiste Thiery    | 5,70 m  |
| Längdhopp   | Mathis Vaitulukina | 7,78 m  | Bastien Cadéot    | 7,72 m  | Julien Pauthonnier | 7,67 m  |
| Tresteg     | Melvin Raffin      | 17,05 m | Thomas Gogois     | 16,83 m | Yoann Awhansou     | 16,29 m |
| Kulstötning | Franck Elemba      | 19,54 m | Stephen Mailagi   | 19,37 m | Antoine Duponchel  | 18,28 m |
| Sjukamp     | Téo Bastien        | 6 026 p | Tristan Marcy     | 5 740 p | Tangui Tranchant   | 5 671 p |

### Damer
| Gren        | Guld               | Guld    | Silver                 | Silver  | Brons              | Brons   |
| 60 m        | Carolle Zahi       | 7,23    | Hélène Parisot         | 7,28    | Vanessa Lokuli     | 7,33    |
| 200 m       | Iris Caligiuri     | 23,39   | Paméra Losange         | 23,69   | Elise Trynkler     | 23,82   |
| 400 m       | Amandine Brossier  | 52,15   | Camille Séri           | 52,63   | Marjorie Veyssiere | 53,45   |
| 800 m       | Clara Liberman     | 2.04,80 | Charlotte Dumas        | 2.05,14 | Léna Kandissounon  | 2.05,47 |
| 1 500 m     | Agathe Guillemot   | 4.09,43 | Bérénice Cleyet-Merle  | 4.12,02 | Lise Thimon        | 4.18,08 |
| 3 000 m     | Sarah Madeleine    | 9.15,79 | Philippine de La Bigne | 9.18,52 | Flavie Renouard    | 9.20,11 |
| 60 m häck   | Laëticia Bapté     | 7,78    | Sacha Alessandrini     | 8,03    | Solenn Compper     | 8,07    |
| Höjdhopp    | Solène Gicquel     | 1,87 m  | Fatoumata Balley       | 1,81 m  | Lola Picard        | 1,81 m  |
| Stavhopp    | Marie-Julie Bonnin | 4,67 m  | Nayah Cauvin           | 4,36 m  | Albane Dordain     | 4,26 m  |
| Längdhopp   | Angelica Berriot   | 6,40 m  | Camille Le Roux        | 6,29 m  | Vanessa Lokuli     | 6,17 m  |
| Tresteg     | Ilionis Guillaume  | 13,98 m | Clémence Rougier       | 13,41 m | Oriane Le Coroller | 13,12 m |
| Kulstötning | Christine Gavarin  | 15,93 m | Alexandra Aubry        | 15,86 m | Naomie Wuta        | 15,26 m |
| Femkamp     | Célia Perron       | 4 471 p | Maëva Bastien          | 4 280 p | Ysée Le Philippe   | 4 221 p |